# Brenda Marshall
Brenda Marshall, pseudonimo di Ardis Ankerson (Negros, 29 settembre 1915 – Palm Springs, 30 luglio 1992), è stata un'attrice statunitense.

## Biografia
Ardis Ankerson nacque nell'isola di Negros, nell'arcipelago delle Filippine, il 29 settembre 1915. Il padre Otto Peter Ankerson, che gestiva una piantagione di zucchero, durante la seconda guerra mondiale venne imprigionato dai giapponesi e morì poco dopo essere stato liberato. Durante gli anni trenta si trasferì con la sorella a San Antonio (Texas), dove studiò al Texas State College. Successivamente si stabilì a New York per frequentare la scuola di arte drammatica di Maria Ouspenskaya, e lì incontrò quello che sarebbe diventato il suo primo marito, l'attore Richard Huston Gaines.
Bellezza bruna e attraente, dopo aver recitato per un certo periodo in rappresentazioni teatrali estive, nel 1937 Ardis Ankerson fece il suo debutto a Broadway nella pièce Wives of Tomorrow, cui fece seguito un'apparizione in On the Rocks di George Bernard Shaw, messa in scena dal Federal Theatre. Mentre stava recitando in teatro, venne notata dal talent scout Arthur Jacobson, il quale le fece fare un provino che sottopose inizialmente alla Paramount Pictures, con cui però non si giunse a un accordo.
Fu la Warner Brothers a far firmare alla giovane attrice un contratto. La casa produttrice le cambiò il nome in Brenda Marshall e la fece debuttare sul grande schermo in Espionage Agent (1939), una pellicola di spionaggio nella quale affiancò Joel McCrea, cui seguirono i polizieschi L'uomo che parlò troppo (1940), in cui recitò accanto a Richard Barthelmess, e Non mi ucciderete (1940), storia di due ragazzi (interpretati da John Garfield e William Lundigan) che crescono fianco a fianco negli slums. Il primo diventa un fuorilegge e il secondo uno studioso, mentre la Marshall impersona Laurie Romayne, la ragazza che inizialmente diventa l'amante di Garfield, ma successivamente si trasforma in fidanzata devota di Lundigan.
Nel successivo Lo sparviero del mare (1940), probabilmente il suo film più famoso e che le diede la maggior notorietà, la Marshall interpretò da protagonista il ruolo inizialmente destinato a Olivia De Havilland, quello della bella dama spagnola Doña Maria, recitando accanto all'esuberante Errol Flynn nei panni di un corsaro inglese del XVI secolo. La coppia si ricostituì anche l'anno successivo nella commedia poliziesca Passi nel buio (1941), in cui l'attrice interpretò Rita Warren, la moglie di uno scrittore di libri gialli (Flynn) che si improvvisa investigatore dilettante e risolve un caso di omicidio. La Marshall apparve poi nel melodramma sentimentale La femmina di Singapore (1941), in cui interpretò una giovane donna dal passato sentimentale sbagliato, ma alle prese con la nascita di un nuovo amore per David Bruce che le concede nuove prospettive esistenziali.
Dopo aver girato accanto a James Cagney l'avventura bellica Captains of the Clouds (1942), un film sull'aviazione canadese con audaci riprese in technicolor di combattimenti aerei, la Marshall giunse all'apice della propria carriera con l'interpretazione di Toni Sanger nel dramma Il fiore che non colsi (1943), storia di un compositore di belle speranze (Charles Boyer), diviso fra l'amore di una trepida adolescente e il matrimonio con un'affascinante donna del bel mondo. Nello stesso anno partecipò alla pellicola di spionaggio Le spie (1943), diretta da Raoul Walsh, nella quale recitò con attori del calibro di George Raft, Peter Lorre e Sydney Greenstreet.
Dopo un'assenza di tre anni, l'attrice tornò al cinema nel 1946 con il B-movie Strana personificazione, in cui interpretò la ricercatrice scientifica Nora Goodrich, cui fece seguito Smith il taciturno (1948), un western in cui recitò accanto ad Alan Ladd. Dopo una carriera durata poco più di dieci anni, la Marshall apparve per l'ultima volta sugli schermi nel film d'avventura Sterminio sul grande sentiero (1950), al fianco di George Montgomery, ambientato nell'America del XVIII secolo. Abbandonata l'attività artistica, l'attrice apparve più tardi sul piccolo schermo nel ruolo di se stessa in una puntata della serie The Colgate Comedy Hour (1955) e in un episodio della sitcom Lucy ed io (1955).

## Vita privata
Dal primo matrimonio con l'attore Richard Gaines, sposato nel 1936, la Marshall ebbe la figlia Virginia, nata nel 1937.
L'attrice incontrò per la prima volta William Holden sul set del film Strisce invisibili, che lui stava interpretando nel 1939. Mentre erano in corso le pratiche di separazione da Gaines e la definizione dei termini di custodia della figlia Virginia, la Marshall e Holden iniziarono a frequentarsi con regolarità. Ottenuto il divorzio, i due si sposarono a Las Vegas il 12 luglio 1941, alla presenza quali testimoni dell'attore Brian Donlevy e della moglie, e andarono a vivere a Toluca Lake, località californiana nella San Fernando Valley.
Il 4 marzo 1952 Brenda Marshall e il marito William Holden furono i testimoni, e gli unici invitati, al matrimonio del futuro presidente Ronald Reagan con Nancy Davis
Dall'unione con Holden (che adottò legalmente la piccola Virginia), la Marshall ebbe due figli, Peter Westfield, nato il 19 novembre 1943, e Scott Porter, nato il 2 maggio 1946 e morto il 2 gennaio 2005. L'unione durò trent'anni ma entrò in crisi già all'inizio degli anni sessanta e, dopo diversi periodi di separazione alternati a fasi di riconciliazione, il divorzio venne pronunciato nel 1971.
Brenda Marshall morì a Palm Springs (California) il 30 luglio 1992, all'età di settantasei anni, per un cancro alla gola.

## Filmografia
- Blackwell's Island, regia di William C. McGann (1939)
- Espionage Agent, regia di Lloyd Bacon (1939)
- L'uomo che parlò troppo (The Man Who Talked Too Much), regia di Vincent Sherman (1940)
- Lo sparviero del mare (The Sea Hawk), regia di Michael Curtiz (1940)
- Money and the Woman, regia di William K. Howard (1940)
- Non mi ucciderete (East of the River), regia di Alfred E. Green (1940)
- A sud di Suez (South of Suez), regia di Lewis Seiler (1940)
- Passi nel buio (Footsteps in the Dark), regia di Lloyd Bacon (1941)
- La femmina di Singapore (Singapore Woman), regia di Jean Negulesco (1941)
- Highway West, regia di William C. McGann (1941)
- The Smiling Ghost, regia di Lewis Seiler (1941)
- Captains of the Clouds, regia di Michael Curtiz (1942)
- You Can't Escape Forever, regia di Jo Graham (1942)
- Il fiore che non colsi (The Constant Nymph), regia di Edmund Goulding (1943)
- Le spie (Background to Danger), regia di Raoul Walsh (1943)
- Paris After Dark, regia di Léonide Moguy (1943)
- Strana personificazione (Strange Impersonation), regia di Anthony Mann (1946)
- Smith il taciturno (Whispering Smith), regia di Leslie Fenton (1948)
- Sterminio sul grande sentiero (The Iroquois Trail), regia di Phil Karlson (1950)